# Marionidrilus antarcticus
Marionidrilus antarcticus är en ringmaskart som beskrevs av Erséus 1994. Marionidrilus antarcticus ingår i släktet Marionidrilus och familjen glattmaskar. Inga underarter finns listade i Catalogue of Life.